# 17936 Nilus
17936 Nilus è un asteroide della fascia principale. Scoperto nel 1999, presenta un'orbita caratterizzata da un semiasse maggiore pari a 2,2579226 UA e da un'eccentricità di 0,0674922, inclinata di 3,16990° rispetto all'eclittica.
Prende nome dal dio greco Nilo, personificazione dell'omonimo fiume africano.